# Олино (Сумская область)
Олино (укр. Олине) — село, Ямпольская поселковая община, Шосткинский район, Сумская область, Украина.
Код КОАТУУ — 5925680405. Население по переписи 2001 года составляло 68 человек .

## Географическое положение
Село Олино находится в 1-м км от левого берега реки Шостка, выше по течению на расстоянии в 2,5 км расположено село Иващенково, ниже по течению на расстоянии в 4,5 км расположено село Собичево, на противоположном берегу — село Турановка. К селу примыкает лесной массив (дуб, сосна). По селу протекает пересыхающий ручей с запрудой. Рядом проходит автомобильная дорога Т-1915.